# Władimir Feldman
Władimir Dmitrijewicz Feldman (ros. Владимир Дмитриевич Фельдман, ur. 1893 w Moskwie, zm. 10 stycznia 1938 tamże) – funkcjonariusz radzieckich służb specjalnych, starszy major bezpieczeństwa państwowego.

## Życiorys
W 1912 skończył szkołę realną w Moskwie, w latach 1912-1913 studiował w Instytucie Komunikacji Drogowej, a 1913-1915 w Instytucie Technologicznym w Petersburgu, 1915-1916 kształcił się w Wyższej Szkole Technicznej w Moskwie. Od stycznia 1914 członek SDPRR(b), od marca do września 1917 pracownik rady moskiewskiej, we wrześniu-październiku 1917 żołnierz batalionu studenckiego w Niżnym Nowogrodzie, w październiku-listopadzie 1917 członek Kazańskiego Komitetu Rewolucyjnego, od listopada 1917 do marca 1918 ponownie pracownik rady moskiewskiej. Od kwietnia 1918 zastępca kierownika wydziału moskiewskiego gubernialnego komitetu żywnościowego, od czerwca 1918 żołnierz samodzielnego plutonu ochrony w Moskwie. Od września 1918 funkcjonariusz Czeki, 1919 specjalny pełnomocnik Wydziału Specjalnego Czeki, kierownik Oddziału Śledczego Wydziału Specjalnego Czeki, od 18 stycznia 1921 do 24 sierpnia 1922 szef Sekcji Śledczej Prezydium Czeki/GPU, od 24 sierpnia 1922 do 16 stycznia 1924 kierownik kursów Czeki. Od 16 stycznia 1924 do 10 lipca 1934 specjalny pełnomocnik przy Kolegium OGPU ZSRR, od 10 lipca 1934 do 23 października 1937 pełnomocnik specjalny NKWD ZSRR, od 29 listopada 1935 starszy major bezpieczeństwa państwowego. Odznaczony Odznaką "Honorowy Funkcjonariusz Czeki/GPU (V)" (1922) i Odznaką "Honorowy Funkcjonariusz Czeki/GPU (XV" (20 grudnia 1932). 
23 października 1937 aresztowany, 10 stycznia 1938 skazany na śmierć przez Kolegium Wojskowe Sądu Najwyższego ZSRR i rozstrzelany. 28 lipca 1956 pośmiertnie zrehabilitowany.